# 西之表市立榕城中学校
西之表市立榕城中学校（にしのおもてしりつ ようじょうちゅうがっこう）は鹿児島県西之表市の市立中学校。種子島にあり、西之表市西之表に所在した。
人口減少のため、市内6校とともに2009年（平成21年）3月31日を以て閉校、62年の歴史に幕を下ろすこととなった。
後継は西之表市立種子島中学校。

## 沿革
- 1947年5月1日 - 西之表町立榕城中学校として開校。
- 1950年9月 - 徽章制定。
- 1958年10月1日 - 市制施行に伴い西之表市立榕城中学校に改称。
- 2009年3月25日 - 閉校式挙行･閉校記念碑除幕。
- 2009年3月31日 - 15,901名の卒業生を送り出し、閉校。
- 翌日、新設された西之表市立種子島中学校へ統合。

## 通学区域
- 榕城小学校 全体
- 上西小学校 全体
- 下西小学校 全体
- 安納小学校 全体

## 概要
- 西之表市にあった中学校であり、生徒数は438名（平成18年5月1日現在）で、西之表市の中学校では学級数・生徒数ともに一番多かった。

## 主な出身者
- 烏帽子美久 - 柔道選手